# BLACK STAR
『BLACK STAR』（ブラック・スター）はAsh Wednesdayのアルバム。

## 概要
松田樹利亜と彼女の専属作家であるギターの鈴木慎一郎、ベースのNISHIKIによるバンドのアルバム。

## 批評
CDジャーナルは「軽々とこなす演奏力にも感心するが、全編通して強烈なキャラクターをぶつけてくる松田の歌にやはり圧倒される」と評した。

## 収録曲
1. your happy end
2. HIDE OUT
3. 微か
4. BLUE SKY
5. Lost Archive
6. さざなみ
7. PRAY
8. SEVENTH HEAVEN
9. Queen and Bitch
10. DIVE & GO

作詞：松田樹利亜(#1 - 5, 7 - 10)、鈴木慎一郎(#6)
作曲・編曲：鈴木慎一郎(#ALL)